# David Perry (acteur pornographique)
Pour les articles homonymes, voir David Perry et Perry.
David Perry est un acteur pornographique français, né le 26 janvier 1970 près de Rambouillet.

## Biographie
Il commence sa carrière en 1992 sous la houlette de Pierre Woodman qui le dirige pour sa première scène « hard » consistant en un set photos. Woodman le fera jouer dans ses plus grandes productions, comme "Pyramide" ou la grande fresque historique Tatiana, où il incarne le personnage du Marquis de Nikanov.
Il est l'époux de l'ancienne « hardeuse » Judith Grant, avec qui il a eu un fils. Il réside actuellement à Budapest, en Hongrie, capitale du porno européen.

## Filmographie sélective
- 1994 : Le Parfum de Mathilde
- 1994 : Dracula
- 1997 : L'Indécente aux enfers
- 1997 : Journal d'une infirmière
- 2011 : Orgy : The XXX championship
- 2017 : Anal rendezvous with a man (Woodman Casting X) avec Apolonia Lapiedra (es)

## Récompenses
- AVN Award 2008 Acteur étranger de l'année (Male Foreign Performer of the Year)[1]
- XBIZ Award 2013 Meilleure scène dans un film scénarisé (Best Scene - Feature Movie) pour Wasteland (Elegant Angel)[2]